# 托馬斯·沃爾西
托马斯·沃尔西（Thomas Wolsey；约1473年3月—1530年11月29日）是英格兰的一名政治家和天主教主教。1509年亨利八世成为英格兰国王之后，沃尔西成为了国王的专职牧师 ，并逐渐登上权力顶峰，最高任大法官，被称为英格兰的“另一个王”（alter rex） 。此外，他还担任重要的教会职务，如约克大主教和教皇使节。1515年，教皇利奥十世任命他为红衣主教，使得他地位高过任何其他英格兰神职人员。
在解除亨利与阿拉贡的凯瑟琳的婚姻失利后，沃尔西失宠并被剥夺政府职位。他回到约克，开始履行他一直没有认真履行的大主教职责，但又被召回伦敦以回应“叛国”的指控——亨利常用这个罪名来对付失宠的臣子——但在途中病死。

## 早年
托马斯·沃尔西出生于1473年左右，父母为伊普斯威奇的罗伯特·沃尔西（Robert Wolsey）和琼·道迪（Joan Daundy）。他的父亲可能是屠夫，这样卑微的、非贵族的出身后来在他功成名就后招致非议。他曾就读于伊普斯威奇学校和莫德林学院学校（Magdalen College School），后进入牛津大学莫德林学院学习神学。1498年3月10日，他在威尔特郡的马尔伯勒晋铎，并留在牛津，成为莫德林学院院长。1500年到1509年，沃尔西在萨默塞特郡利明顿的圣玛丽教堂担任教区牧师。1502年，他成为坎特伯雷大主教亨利·迪恩的专职牧师。次年迪恩去世，他进入理查德·南凡（Sir Richard Nanfan）家中工作并成为南凡的遗产执行人。1507年南凡死后，沃尔西开始效忠亨利七世。
亨利七世致力于遏制贵族权力，偏爱出身卑微者，沃尔西因此得益。亨利七世任命沃尔西为皇家牧师（royal chaplain）。同时，他还是理查德·福克斯的秘书，后者对他颇有好评，认为他很勤奋且具有奉献精神，愿意处理繁琐事務。1508年4月，沃尔西被派往苏格兰与詹姆斯四世讨论老同盟问题。
亨利八世于1509年4月即位，选沃尔西为自己的专职牧师（almoner），这使得沃尔西在枢密院中占据了一席之地，并有机会近距离接触国王。沃尔西崛起一大原因是年轻的亨利八世对琐碎政务缺乏兴趣。

### 掌权

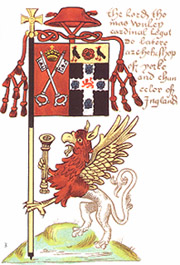
沃尔西作为约克大主教的纹章

朝中元老理查德·福克斯和威廉·沃勒姆谨慎而保守，亨利因此想培育一些自己的人。1511年，虽然反对战争，但当国王表达了参战的兴趣后，沃尔西马上附和国王并在枢密院发表有力的演说，支持战争。沃勒姆和福克斯在1515年至1516年间相继下台，沃尔西成为国王最信任的人，并接替沃勒姆担任大法官。
沃尔西在朝中排除异己以提高自己对国王的影响力，1521年扳倒第三代白金汉公爵爱德华·斯塔福德，1527年告发亨利的密友威廉·康普顿和亨利的前情妇亨廷顿伯爵夫人安妮斯塔福德通奸。不过在对待第一代薩福克公爵查爾斯·布蘭登时，沃尔西采取了不同的态度。公爵秘密地与亨利的妹妹法兰西王后玛丽·都铎结婚后，虽然国王很不高兴，但他仍建议国王采取宽大态度。
沃尔西在教会中的地位也水涨船高。1511年，他成为温莎城堡的法政牧师，1514年，成为林肯主教，同年成为约克大主教。1515年，教皇利奥十世任命他为红衣主教。1523年，他又成为达勒姆主教。

## 对外政策

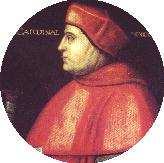
《红衣主教沃尔西》，匿名画家绘于1520年左右，现藏于伦敦国家肖像画廊。

### 对法战争
康布雷同盟戰爭使得沃尔西有机会展示他的才能。虽然初战不利，但1513年英格兰人终于成功占领了法国的两座城市并打退法国人。战胜的一大重要原因是沃尔西善于协调后勤。他参与了1514年8月7日英法条约的签署，英格兰获得占领的图尔奈，并调高法国每年的赔偿金金额。

### 教皇使节
亨利八世最亲密的盟友阿拉贡的斐迪南二世在1516年去世，查理五世继位，主张与法国议和，这便削弱了英格兰在欧洲大陆的影响力。
沃尔西设法通过其他方式来维护英格兰的影响力。1517年，教皇利奥十世开始试图协调欧洲各国并组织对奥斯曼帝国东征。1518年沃尔西在英格兰被任命为教皇特使节，并通过《伦敦条约》来协调欧洲各国。通过该条约，沃尔西成为了欧洲各国矛盾的调节人，使英格兰成为人人争抢的盟友。

### 与西班牙结盟
1520年，沃尔西的组织了英王和法王之间的金帛盛会，以奢靡的活动来展示英格兰的财富与权力。但最终英格兰并没有和法国结盟。
1521年，沃尔西与查理五世秘密签署了《布鲁日条约》，与西班牙结盟。但1525年盟约破裂，沃尔西开始与法国谈判，并在弗朗西斯一世被俘期间与法国摄政王萨沃伊的路易丝签署了《摩尔条约》。
沃尔西与罗马的关系也很矛盾。尽管沃尔西与教皇有联系，但他严格来说是亨利的仆人。《伦敦条约》虽然保证了欧洲的和平，却阻碍了教皇东征的雄心。
在国内，他也开始遇到麻烦。连年战争中，由于议会拒绝提高税收，沃尔西设计了慈善税（Amicable Grant），但遭致贵族不满，为他的倒台埋下了导火索。
罗马之劫后，皇帝查理五世控制了教皇克莱门特七世。这使得亨利八世与查尔斯的姑姑阿拉贡的凯瑟琳离婚更不可能，而自1527年以来，就是沃尔西一直在为亨利八世操办此事，但他很显然无能为力。

## 倒台
办事不力的沃尔西在1529年被褫夺政府头衔，他居住的汉普顿宫也被没收。他仍被允许继续担任约克大主教，并动身前往约克。然而，在北约克郡的卡伍德，他被控犯有叛国罪，并被第六代诺森伯兰伯爵亨利·珀西命令前往伦敦。他和他的私人牧师埃德蒙·邦纳出发前往伦敦，途中病倒，于1530年11月29日在莱斯特去世，享年57岁左右。
生前，他建造了汉普顿宫等恢弘的建筑并赞助了不少艺术家（以亨利八世的名义），还曾计划在温莎建造一座宏伟的陵墓，由本尼迪托·格拉齐尼（Benedetto Grazzini）和乔瓦尼·达马亚诺（Giovanni da Maiano）设计。但他最终下葬地为莱斯特修道院，甚至没有树立纪念碑。

## 家庭和后代
虽然不符合天主教规范，沃尔西还是与大雅茅斯的琼·拉克（Joan Larke）结了婚，并一起生活了大约十年。成为主教之前，他们已育有一个儿子托马斯·温特（Thomas Wynter，约1510年出生）和一个女儿多萝西（约1512年出生），两人都活到成年。其子被送给威爾斯登的一家人，后来结婚并育有子嗣。多萝西被约翰·克兰西（John Clansey）收养，后被安置在沙夫茨伯里修道院里。修道院解散后，她获得了一笔年金。沃尔西的婚姻在他掌权后成为了一个问题，他因此安排拉克与乔治·莱格（George Legh）结婚，并提供了嫁妆。

### 扩展阅读
- Bernard, G. W. "The fall of Wolsey reconsidered." Journal of British Studies 35.3 (1996): 277–310.
- Cavendish, George. The Life and Death of Cardinal Wolsey, 1611. (Cavendish was gentleman usher to Thomas Wolsey.)
- Thomas Cocke, “'The Repository of Our English Kings': The Henry VII Chapel as Royal Mausoleum.” Architectural History, Vol. 44, Essays in Architectural History Presented to John Newman. (2001), 212–220
- Ferguson, Charles W. Naked to Mine Enemies: The Life of Cardinal Wolsey. (2 vol 1958).  online vol 1; online vol 2
- Jonathan Foyle, “A Reconstruction of Thomas Wolsey’s Great Hall at Hampton Court Palace,” Architectural History, vol. 45 (2002), 128–58.
- Gunn, S. J. and P.G. Lindley. Cardinal Wolsey: Church, State & Art (1991) 329pp.
- Steven Gunn, “Anglo-Florentine Contacts in the Age of Henry VIII,” in Cinzia Sicca and Louis Waldman, eds. The Anglo-Florentine Renaissance: Art for the Early Tudors (New Haven: Yale University Press, 2012), 19–48.
- Gwyn, Peter. "Wolsey's foreign policy: the conferences at Calais and Bruges reconsidered." Historical Journal 23.4 (1980): 755–772.* Sara Nair James, Art in England: the Saxons through the Tudors: 600–1600. Oxford [UK]: Oxbow/Casemate Publishing, 2016.
- P. G. Lindley, “Introduction” and “Playing Check-mate with Royal Majesty? Wolsey's Patronage of Italian Renaissance Sculpture,” in Cardinal Wolsey: Religion, State and Art, S. J.Gunn and P. G. Lindley eds., (Cambridge, 1991), 1–53 and 261–85.
- Pollard, A. F. Wolsey. (1929). online
- Ridley, Jasper. Statesman and Saint: Cardinal Wolsey, Sir Thomas More and the Politics of Henry VIII. Viking, 1983. online
- Schwartz-Leeper, Gavin. From Princes to Pages: The Literary Lives of Cardinal Wolsey, Tudor England's 'Other King'. Brill, 2016. online （页面存档备份，存于）
- Tim Tatton-Brown, Lambeth Palace: A History of the Archbishops of Canterbury and their Houses (London: SPCK, 2000)
- Williams, Robert Folkestone. Lives of the English Cardinals..., 2006.
- Wilson, Derek. . St Martins Press. 6 April 2002. ISBN 978-0-312-28696-5.
- Simon Thurley, “The Domestic Building Works of Cardinal Wolsey,” in Cardinal Wolsey: Religion, State and Art, ed. S. J. Gunn and P. G. Lindley (Cambridge University Press, 1991), 76–102.
- Simon Thurley, The Lost Palace of Whitehall (London: The Royal Institute of British Architects, 1998).
- Neville Williams, The Tudors: A Royal History of England, Antonia Fraser, ed (Berkeley: University of California Press, 2000).
- Neville Williams, Henry VIII and His Court (1971).
- William E. Willkie, The Cardinal Protectors of England. (New York: Cambridge University Press, 1974)